# BET Hip Hop Awards
BET Hip Hop Awards – przyznawana corocznie od 2006 roku, nagroda dla wykonawców, producentów oraz reżyserów teledysków hip-hopowych. Pierwsza gala odbyła się 12 listopada 2006 w Fox Theatre, w Atlancie, w stanie Georgia. Gospodarzem pierwszej i drugiej ceremonii był aktor Katt Williams.